# حصن الصمع
حصن الصمع وهو أحد الحصون الأثرية المبنية في أعلى قمة جبل الصمع ويقع في الجهة الجنوبية من مدينة صعدة، ويبعد عنها بمسافة (12 كيلومتراً)، ويرجع تاريخه إلى (القرن الثالث الميلادي)، وظل يستخدم خلال العصر الإسلامي، ويعتبر هذا الحصن واحداً من أهم الحصون في صعدة، وهو محاذٍ لقلعة السنارة من جهة الغرب.